# Šubria
Schubria (Šubria, Šupria) war ein eisenzeitliches Königreich im östlichen Anatolien, in den Vorbergen des Taurus nordöstlich von Diyarbakır und südlich des Murat. Zentrum was das Tal des Batman Su.
Es grenzte im Westen an Bit Zamani und im Osten an Nairi und die assyrische Provinz Tušḫan, im Süden an Ka(š)šiari (Tur Abdin). Die Bevölkerung scheint zumindest teilweise hurritisch gewesen zu sein. Der Name eines Herrschers, Hu-Tešub, ist mit Sicherheit hurritisch.
M. Chahin will Schubria, das er im unteren Tal des Murat Su und im westlichen Tal des oberen Tigris lokalisiert, als frühen armenischen Staat interpretieren. Dagegen lokalisiert T. Sinclair Schubria im östlichen Teil des Tals des oberen Tigris.

## Geschichte
Seine Lage zwischen den verfeindeten Reichen der Assyrer und der Urartäer erlaubte es Šubria, relativ lange seine Unabhängigkeit zu bewahren. Nach dem Brief SBL 252 aus der Regierungszeit Sargons kamen Botschafter (sērāni) aus Šubria in Schabireschu an, die vielleicht den madattu-Tribut nach Assyrien bringen sollten. Der Verfasser des Briefes ist ein gewisser Assur-dūr-pānīja, der auch Nachrichten über die Zustände in Šubria an den König übermittelt. Es geht vor allem um die Behandlung von Überläufern, denen man in Šubria Felder, Gärten und Häuser zugewiesen hatte. Teilweise wurden sie auch vor ihren assyrischen Verfolgern versteckt, zum Ärger der qepu, Beamte, die mit der Überwachung der Vasallenstaaten beauftragt waren.
Nach der Eroberung durch Assurhaddon (680–669 v. Chr.) wurde Šubria in die Provinzen Upummu und Kulimmeri aufgeteilt.

## Herrscher
- Anḫiti zur Zeit von Salmanasser III.  (Bronzetore von Balawat)
- Hu-Tešub zur Zeit von Sargon (721–705 v. Chr.)[2]
- Inip-Tešub zur Zeit von Assurhaddon

## Städte
- Upumme/Upummu
- Kullimeri